# Lijst van cultureel erfgoed in Krásna
Dit is een (onvolledige) lijst van cultureel erfgoed in de Slowaakse stad Košice, in het autonoom stadsdeel Krásna (okres Košice IV).
Deze lijst is gebaseerd op de opsomming die gepubliceerd werd op de website van het Bureau voor monumenten van de Slowaakse Republiek (PÚSR).
- Krásna
- Košice (stad in Slowakije)

## Cultureel erfgoed
| Afbeelding                   | Adres & coördinaten                                   | Object                                                                 | Locale benaming                      |
| ---------------------------- | ----------------------------------------------------- | ---------------------------------------------------------------------- | ------------------------------------ |
| Geen afbeelding beschikbaar. | Abovská ulica. Krásna. Geen coördinaten beschikbaar.  | Benedictijnenabdij. ID 805-3621/0.                                     | Benediktínske opátstvo.              |
| Geen afbeelding beschikbaar. | Horná ulica. Krásna. Locatie.                         | Alleenstaand landhuis. ID 805-4124/0.                                  | Kúria. Solitér.                      |
| Geen afbeelding beschikbaar. | Smutná ulica 0. Krásna. Geen coördinaten beschikbaar. | Grafsteen voor Baron Jozef Meško. ID 805-11290/0.                      | Náhrobník (kameň) Barón Jozef Meško. |
| Geen afbeelding beschikbaar. | Smutná ulica 26. Krásna. Locatie.                     | Landhuis. ID 805-4125/0.                                               | Kúria.                               |
|                              | Žiacka 1. Krásna. Locatie.                            | Rooms-katholieke Sint-Cyrillus en Methodius-kerk (1935). ID 805-425/0. | Kostol. Sv. Cyrila a Metoda.         |
|                              | Žiacka ulica 2. Krásna. Locatie.                      | Landhuis Meškovcov, Péchy, Zichy. ID 805-424/0.                        | Kaštieľ Meškovcov, Péchy, Zichy.     |